# Reyersviller
Reyersviller [ʁejɛʁsvilɛʁ] est une commune française du département de la Moselle en région Grand Est.
Village rural de Lorraine, du pays de Bitche et du bassin de vie de la Moselle-est, Reyersviller est situé à 55 km au nord-ouest de Strasbourg, dans le terroir du parc naturel régional des Vosges du Nord. En 2022, la population légale est de 380 habitants, appelés les Reyersvillerois.

## Géographie

### Localisation
Avec ses maisons dispersées en ordre lâche, le village de Reyersviller s'étire dans la vallée du Schwangerbach, à deux kilomètres au sud-ouest de la ville de Bitche.

### Écarts et lieux-dits
- Le chêne des Suédois, sur la route de Siersthal, arbre aux branches duquel l'armée suédoise pendait ses prisonniers durant la guerre de Trente Ans.
- Schwangerbach, situé sur la route de Lemberg.

### Géologie et relief
- Le territoire de la commune est occupé par 85,9 % de forêts, 23 % de terres arables et 5,6 % de prairies[1].

La commune se compose de 40,53 hectares de territoires artificialisés (5,73 %), 484,85 hectares de territoires agricoles (68,58 %) et 181,78 hectares de forêts et milieux semi-naturels (25,71 %).
Espaces naturels :
- Quatre espaces protégés hors Natura 2000 :

Réserve de Biosphère, zone centrale,
Réserve de Biosphère, zone tampon,
Réserve de Biosphère, zone de transition,
Parc naturel régional.
- Six zones naturelles d'intérêt écologique, faunistique et floristique (Znieff) :

Forêts spontanées des Vosges du Nord,
Pelouse sableuse de Schwangerbach à Reyersviller,
Forêts du Pays de Bitche et gîtes à chiroptères,
Pays de Bitche,
Bas-Marais du Schwangerbach à Reyersviller,
Vallée de la Schwangerbach à Siersthal.

### Sismicité
- Commune située dans une zone de sismicité faible[14].

### Hydrographie et les eaux souterraines
La commune est située dans le bassin versant du Rhin au sein du bassin Rhin-Meuse. Elle est drainée par le ruisseau Schwangerbach, le ruisseau Flegels et le ruisseau le Balsch.

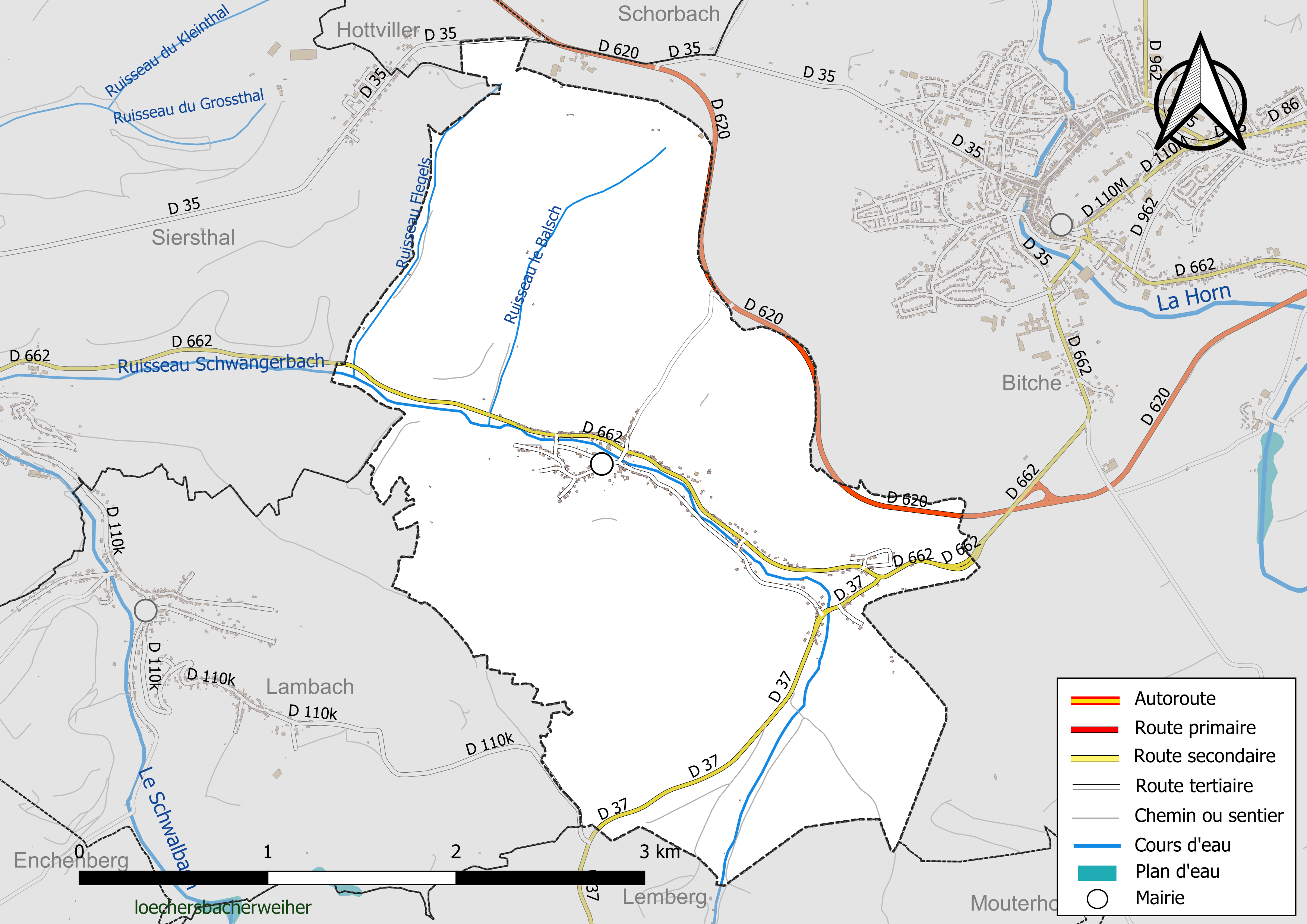
Réseaux hydrographique et routier de Reyersviller.

### Climat
Pour des articles plus généraux, voir Climat du Grand Est et Climat de la Moselle.
En 2010, le climat de la commune est de type climat des marges montargnardes, selon une étude du Centre national de la recherche scientifique s'appuyant sur une série de données couvrant la période 1971-2000. En 2020, Météo-France publie une typologie des climats de la France métropolitaine dans laquelle la commune est exposée à un climat semi-continental et est dans la région climatique  Vosges, caractérisée par une pluviométrie très élevée (1 500 à 2 000 mm/an) en toutes saisons et un hiver rude (moins de 1 °C). 
Pour la période 1971-2000, la température annuelle moyenne est de 9,7 °C, avec une amplitude thermique annuelle de 17 °C. Le cumul annuel moyen de précipitations est de 943 mm, avec 12,3 jours de précipitations en janvier et 10 jours en juillet. Pour la période 1991-2020, la température moyenne annuelle observée sur la station météorologique de Météo-France la plus proche, « Mouterhouse », sur la commune de Mouterhouse à 7 km à vol d'oiseau, est de 10,1 °C et le cumul annuel moyen de précipitations est de 954,2 mm. 
La température maximale relevée sur cette station est de 40,4 °C, atteinte le 25 juillet 2019 ; la température minimale est de −23 °C, atteinte le 13 janvier 1987,,. 
Les paramètres climatiques de la commune ont été estimés pour le milieu du siècle (2041-2070) selon différents scénarios d'émission de gaz à effet de serre à partir des nouvelles projections climatiques de référence DRIAS-2020. Ils sont consultables sur un site dédié publié par Météo-France en novembre 2022.

### Voies de communications et transports

#### Voies routières
- Départementale D 620 par Reyersviller-Schwanger.

### Transports en commun

#### Transports à la demande
- Fluo Grand Est[22].

#### Lignes SNCF
- Gare de Bitche,

#### Transports aériens
Les aéroports les plus proches sont :
- Aéroport de Strasbourg-Entzheim,
- Aéroport de Karlsruhe-Baden-Baden,
- Aéroport de Sarrebruck.

### Intercommunalité
- Au niveau intercommunal, la municipalité est intégrée dans la communauté de communes du Pays de Bitche qui regroupe 46 localités autour de Bitche.

## Urbanisme

### Typologie
Au 1er janvier 2024, Reyersviller est catégorisée commune rurale à habitat dispersé, selon la nouvelle grille communale de densité à sept niveaux définie par l'Insee en 2022.
Elle est située hors unité urbaine. Par ailleurs la commune fait partie de l'aire d'attraction de Bitche, dont elle est une commune de la couronne,. Cette aire, qui regroupe 10 communes, est catégorisée dans les aires de moins de 50 000 habitants,.

### Occupation des sols
L'occupation des sols de la commune, telle qu'elle ressort de la base de données européenne d’occupation biophysique des sols Corine Land Cover (CLC), est marquée par l'importance des forêts et milieux semi-naturels (85,3 % en 2018), une proportion sensiblement équivalente à celle de 1990 (86 %). La répartition détaillée en 2018 est la suivante : 
forêts (85,3 %), zones urbanisées (6,8 %), prairies (5,6 %), terres arables (2,3 %). L'évolution de l’occupation des sols de la commune et de ses infrastructures peut être observée sur les différentes représentations cartographiques du territoire : la carte de Cassini (XVIIIe siècle), la carte d'état-major (1820-1866) et les cartes ou photos aériennes de l'IGN pour la période actuelle (1950 à aujourd'hui).

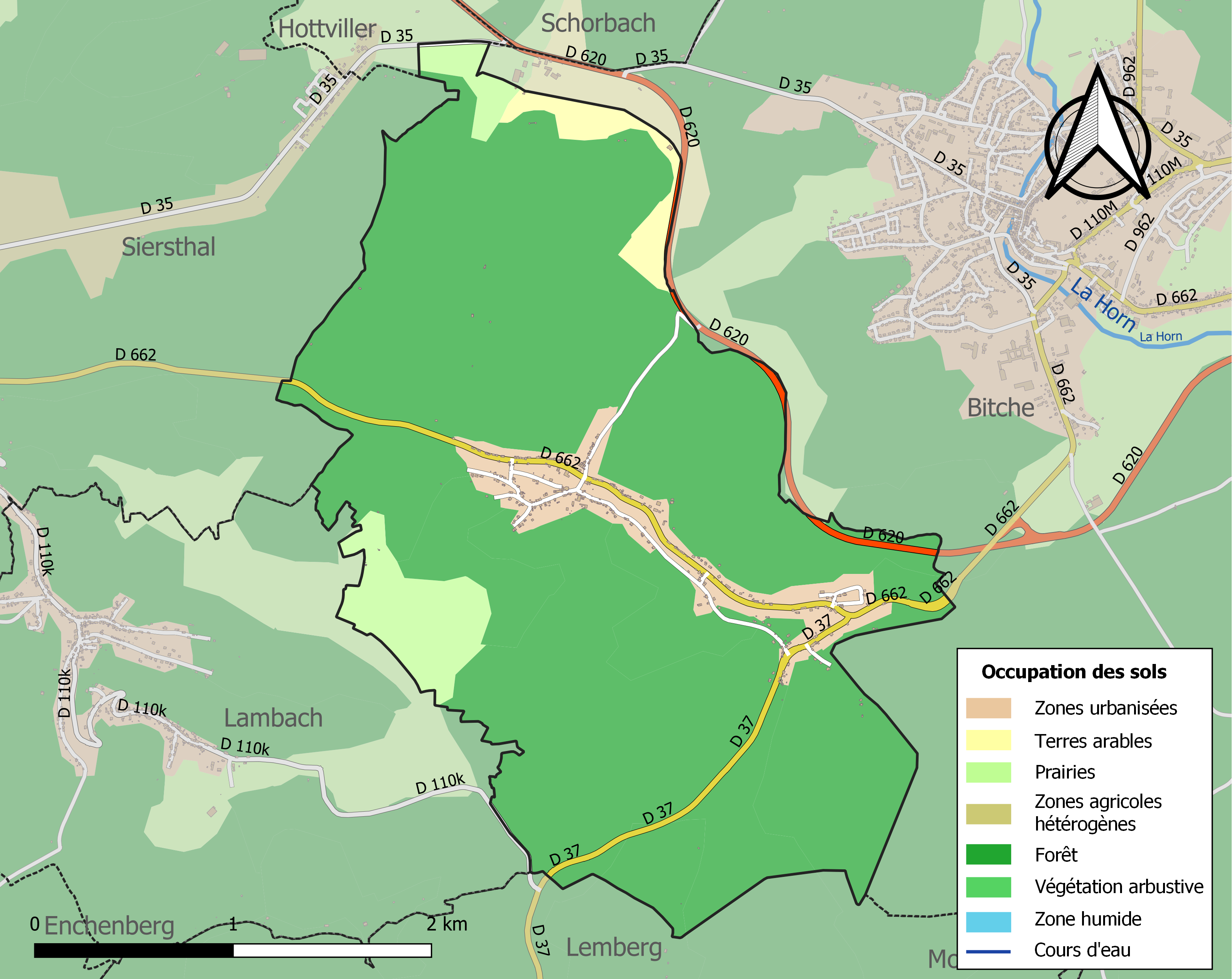
Carte des infrastructures et de l'occupation des sols de la commune en 2018 (CLC).

### Planification
La Communauté de communes du Pays de Bitche, en partenariat avec la Communauté d'agglomération Sarreguemines Confluences et les autres intercommunalités du Pays de l'arrondissement de Sarreguemines (anciennement pays de Sarreguemines-Bitche-Sarralbe), a décidé de concrétiser sa politique d’aménagement du territoire à travers un Schéma de cohérence territoriale.
Le 19 décembre 2019, les élus communautaires ont approuvé les 2 PLUi du Pays de Bitche.

## Toponymie
- Ryswilre (1285), Reygerssweiller (1594), Reyerschweiller (1626), Rayersweiller (1681), Reigerswiller (XVIIIe siècle), Reiersweiller (1756), Reyerswiller (1771), Reyersweiller (1793), Reyersviller (1801), Reyersweiler (1871-1918), Reichersweiller (Delisle-carte du cours du Rhin).
- Reierschwiller en francique lorrain[30].

## Histoire

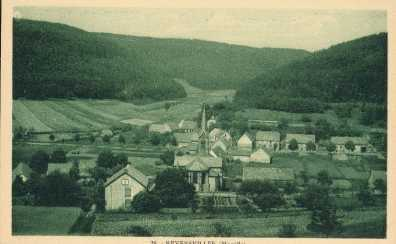
Vue du village avant la Seconde Guerre mondiale.

Le village est mentionné pour la première fois en 1577 sous la forme Reihersweiler, de l'allemand Reiher qui signifie héron et du substantif weiler, qui désigne en allemand un hameau ou, en forêt, un lieu de repos voire une clairière. C'est en quelque sorte la clairière des hérons ou le hameau aux hérons. Reyersviller est donnée en gage en 1275 par le duc Ferry III de Lorraine à Henri de Fleckenstein, dont l'un des descendants, Balthazar, vendra en 1527 ses possessions dans ce lieu au comte Jacques de Deux-Ponts-Bitche. Le chêne des Suédois, sur la route menant à Siersthal, rappelle combien le pays et ses habitants ont été éprouvés durant la guerre de Trente Ans. C'est à ses branches que l'armée suédoise pendait les prisonniers.
Durant la Seconde Guerre mondiale, la commune est évacuée le 1er septembre 1939 à Ars, en Charente,. Bombardée de décembre 1944 à mars 1945, l'agglomération subit des pertes considérables et l'église Saint-Bernard est détruite.

### Cultes
Du point de vue spirituel, le village est succursale de la paroisse de Schorbach jusqu'en 1802, puis de celle de Bitche jusqu'en 1863, date de son érection en paroisse.
C'est de cette année-là que date la construction de l'église Saint-Bernard, dans le style néogothique. Détruite complètement durant les bombardements de 1945, elle est reconstruite de 1956 à 1959 sur les plans de l'architecte bitchois Roger Sarraih.
- Culte catholique, Communauté de Paroisses de Saint-Bernard de Bitche[35], Diocèse de Metz.

## Politique et administration

### Liste des maires
| Période                                  | Période                  | Identité                     | Étiquette | Qualité |
| ---------------------------------------- | ------------------------ | ---------------------------- | --------- | --- |
| Les données manquantes sont à compléter. |                          |                              |           | |
| juin 1995                                | octobre 2017 (démission) | Édouard Schaming (1944-2023) | UMP       | Retraité, adjoint au maire (1977 → 1995) Vice-président de la CC du Pays de Bitche                                    |
| décembre 2017                            | mai 2020                 | Gérard Kister                |           | Retraité |
| mai 2020                                 | En cours                 | Joëlle Wey                   | UDI       | Profession libérale Conseillère régionale du Grand Est (2021 → ) Vice-présidente de la CC du Pays de Bitche (2022 → ) |

Du point de vue administratif, le village est une commune du canton de Bitche depuis 1790.

### Budget et fiscalité 2023
En 2023, le budget de la commune était constitué ainsi :
- total des produits de fonctionnement : 275 000 €, soit 728 € par habitant ;
- total des charges de fonctionnement : 213 000 €, soit 564 € par habitant ;
- total des ressources d'investissement : 67 000 €, soit 177 € par habitant ;
- total des emplois d'investissement : 142 000 €, soit 377 € par habitant ;
- endettement : 253 000 €, soit 670 € par habitant.

Avec les taux de fiscalité suivants :
- taxe d'habitation : 8,02 % ;
- taxe foncière sur les propriétés bâties : 24,67 % ;
- taxe foncière sur les propriétés non bâties : 105,35 % ;
- taxe additionnelle à la taxe foncière sur les propriétés non bâties : 0,00 % ;
- cotisation foncière des entreprises : 0,00 %.

Chiffres clés Revenus et pauvreté des ménages en 2021 : médiane en 2021 du revenu disponible, par unité de consommation.

## Population et société

### Démographie

#### Pyramide des âges
L'évolution du nombre d'habitants est connue à travers les recensements de la population effectués dans la commune depuis 1793. Pour les communes de moins de 10 000 habitants, une enquête de recensement portant sur toute la population est réalisée tous les cinq ans, les populations de référence des années intermédiaires étant quant à elles estimées par interpolation ou extrapolation. Pour la commune, le premier recensement exhaustif entrant dans le cadre du nouveau dispositif a été réalisé en 2004.

En 2022, la commune comptait 380 habitants, en évolution de +4,68 % par rapport à 2016 (Moselle : +0,52 %, France hors Mayotte : +2,11 %).
| 1793 | 1800 | 1806 | 1821 | 1836 | 1841 | 1861 | 1866 | 1871 |
| ---- | ---- | ---- | ---- | ---- | ---- | ---- | ---- | ---- |
| 388  | 457  | 520  | 432  | 624  | 609  | 541  | 516  | 513  |

| 1875 | 1880 | 1885 | 1890 | 1895 | 1900 | 1905 | 1910 | 1921 |
| ---- | ---- | ---- | ---- | ---- | ---- | ---- | ---- | ---- |
| 426  | 379  | 370  | 375  | 377  | 387  | 391  | 393  | 380  |

| 1926 | 1931 | 1936 | 1946 | 1954 | 1962 | 1968 | 1975 | 1982 |
| ---- | ---- | ---- | ---- | ---- | ---- | ---- | ---- | ---- |
| 350  | 353  | 336  | 311  | 366  | 366  | 386  | 407  | 376  |

| 1990 | 1999 | 2004 | 2006 | 2009 | 2014 | 2019 | 2022 | - |
| ---- | ---- | ---- | ---- | ---- | ---- | ---- | ---- | - |
| 382  | 360  | 364  | 368  | 370  | 367  | 375  | 380  | - |

## Vie locale

### Enseignement
Établissements d'enseignements :
- École élémentaire,
- Collèges à Bitche, Lemberg,
- Lycées à Bitche.

### Santé
Professionnels et établissements de santé :
- Kinésithérapeute/ostéopathe situé au lieu-dit Schwangerbach au 64 rue de la fontaine.
- Bichler Julie, kinésithérapeute/ostéopathe,
- Médecins à Bitche,
- Pharmacies à Bitche,
- Hôpitaux à Bitche.

## Culture locale et patrimoine

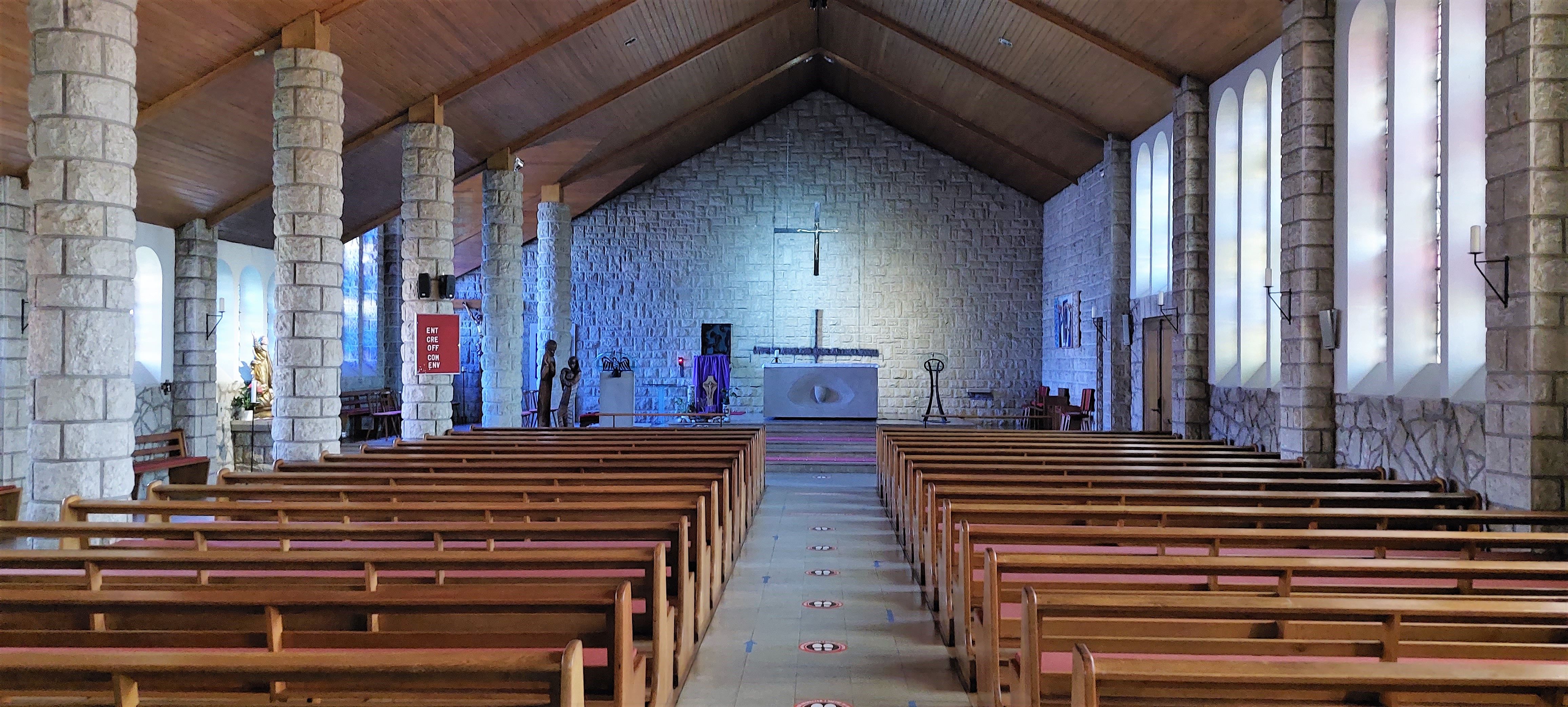
Intérieur de l'Église Saint-Bernard.
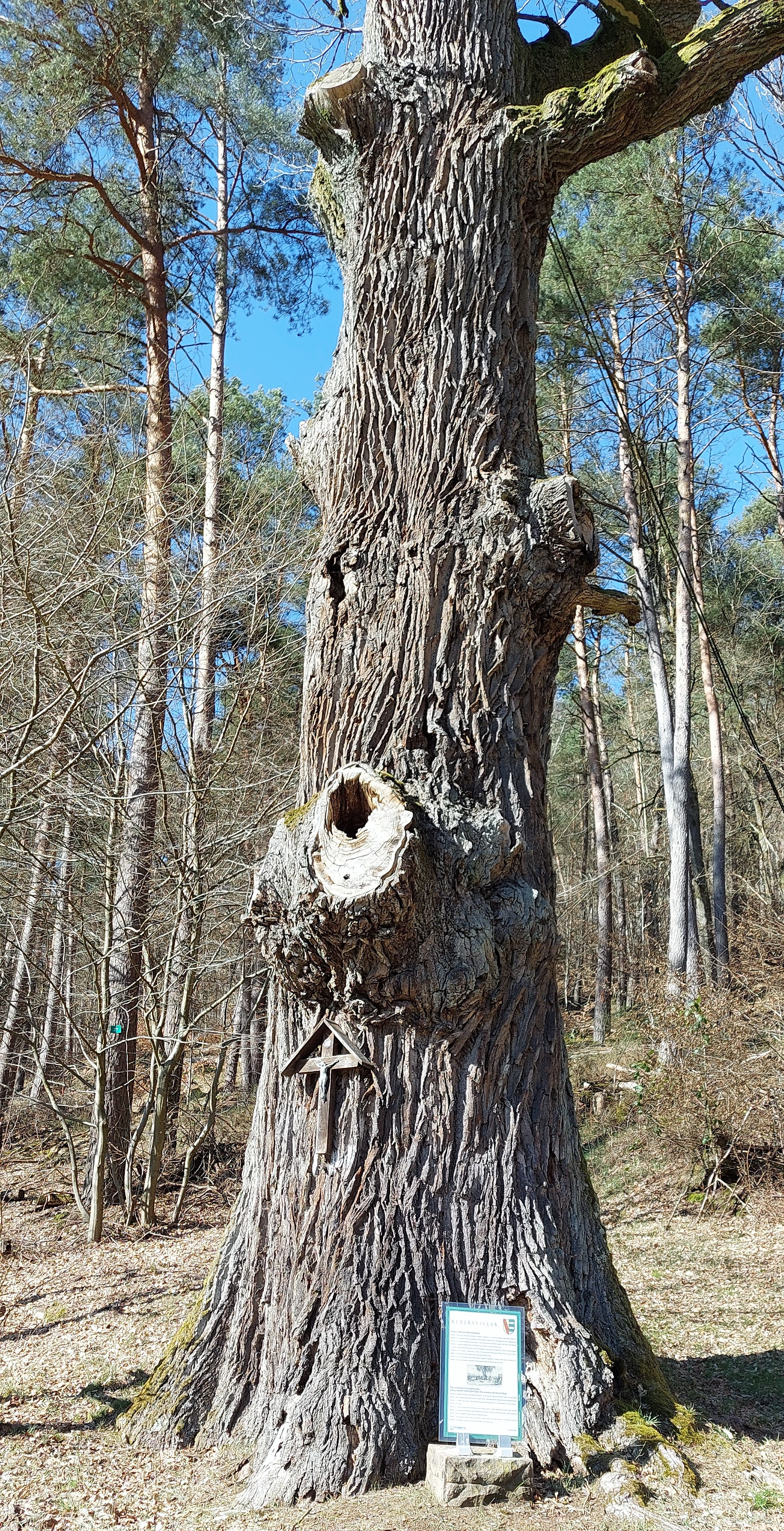
Chêne des Suédois.
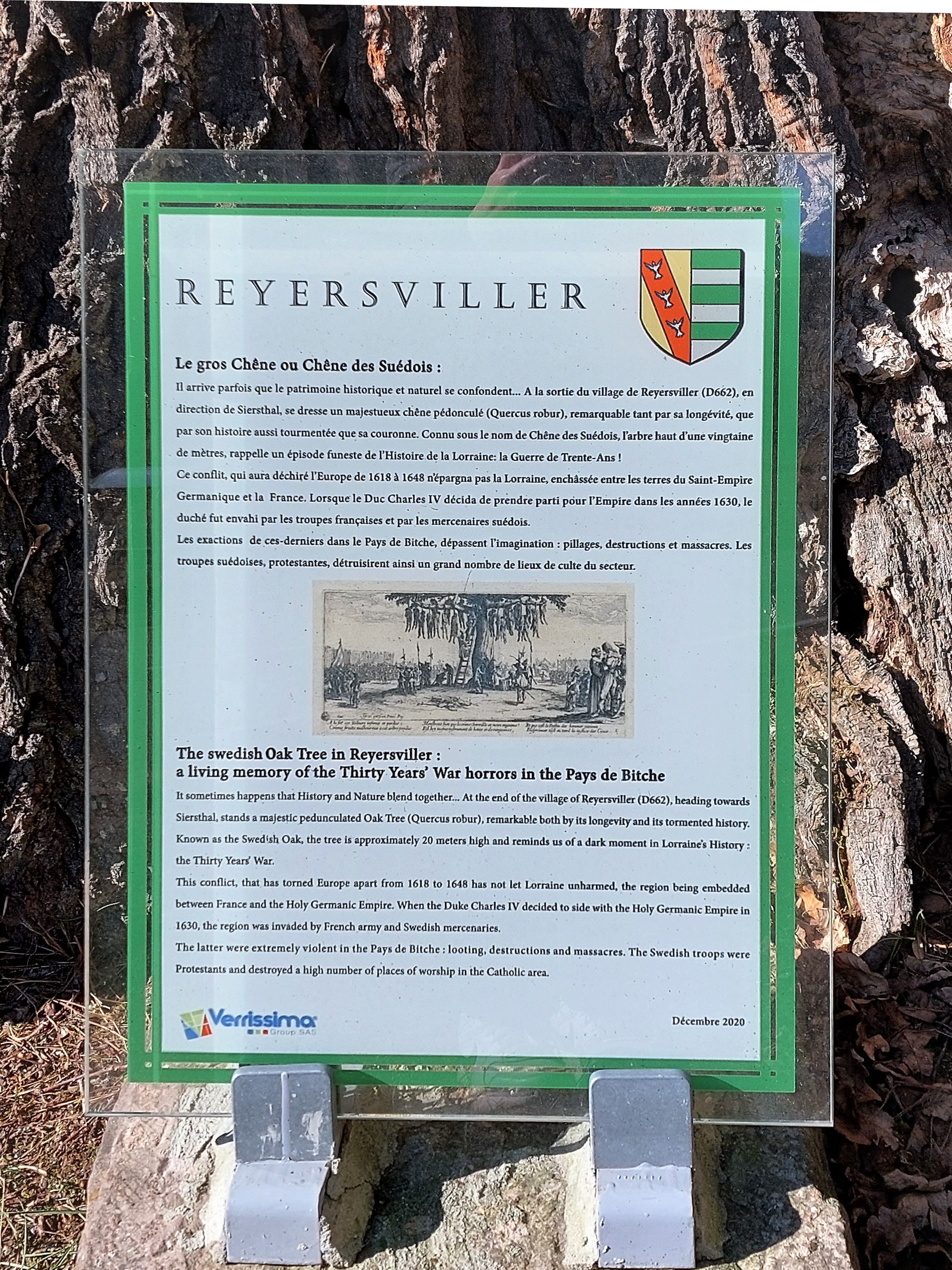
Chêne des Suédois. Signalétique
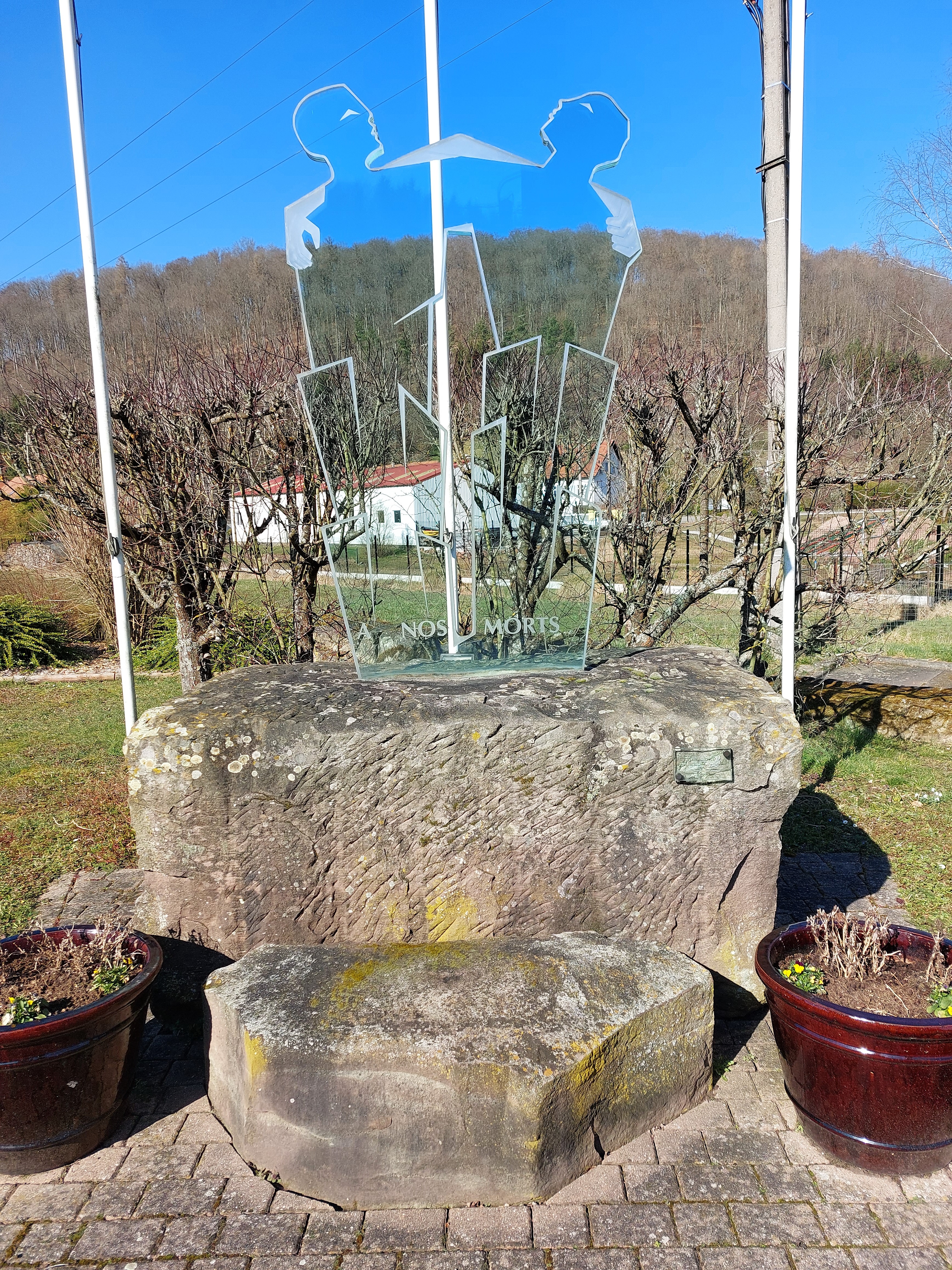
Monument aux morts.
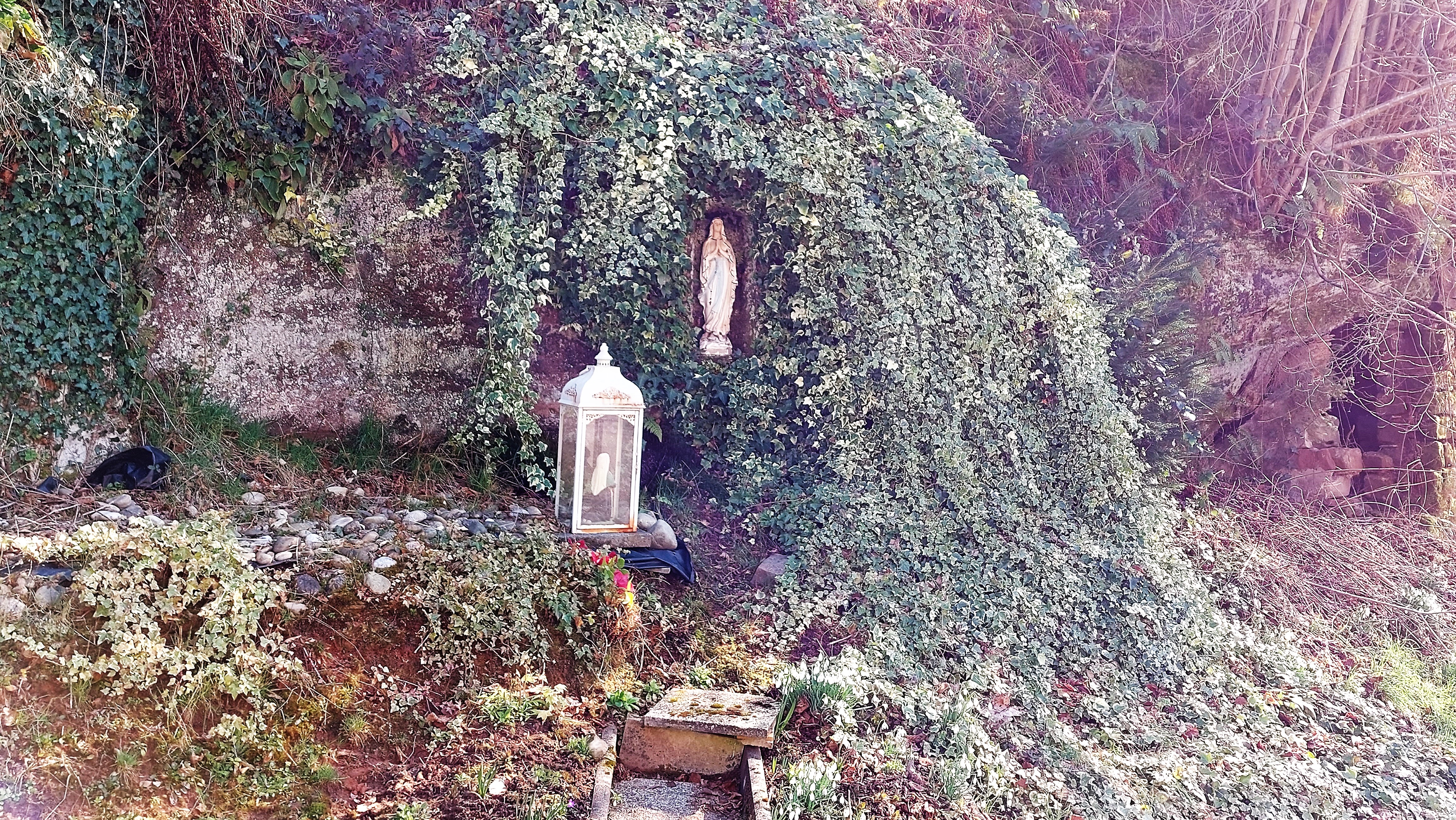
Grotte lourdes.

### Lieux et monuments
- Le chêne dit des Suédois sur la route vers Siersthal[45].
- L'ancien bunker de la ligne Maginot le long de la voie militaire.
- Le site botanique, en bordure de la route de Lemberg : pelouse abritant deux botryches,  le botryche lunaire et le botryche à feuilles matricaires.

#### Édifices religieux
- Église paroissiale Saint-Bernard 1re église. Ancienne filiale de Schorbach ; église construite en 1863, détruite en 1945, se trouvait 70 mètres plus au nord que l'église reconstruite, sur l'ancienne route de Bitche.
- L'église néo-gothique 2e église dédiée à saint Bernard[46], dont les travaux avaient débuté en 1956, a été consacrée le 21 juin 1959[47],[48].
  - Les vitraux sont l'œuvre de Lev Vassilievitch Zack, dit Léon Zack et Irène Zack, d’origine russe.
  - Les orgues sont l'œuvre du facteur Alfred Kern, et ont été installées en 1961[49].
  - La statue de la Vierge Assomption, en tilleul polychrome et doré du XVIIIe siècle[50].
- Tombeaux du cimetière[51],[52],[53],[54],[55].
- Calvaires et croix de chemin[56].
  - Le calvaire de type Bildstock, un des plus anciens du Bitscherland, sur la route reliant Bitche à Lemberg[57].
- Grotte de Lourdes[58],[59].

### Personnalités liées à la commune
- L'abbé Joseph Nullans, curé de la paroisse de Reyersviller, entre 1953[60] et 1996[61].

### Héraldique
| Blason | Blasonnement : parti d'or à la bande de gueules chargé de trois alérions d'argent, et fascé de sinople et d'argent Commentaires : Ce sont à dextre les armes des ducs de Lorraine, seigneurs de Reyersviller en tant que comtes de Bitche, et à senestre les armes de la famille de Fleckenstein, à laquelle les ducs ont remis en gage la seigneurie au Moyen Âge. |

## Économie

### Entreprises et commerces

#### Agriculture
- 81 ha de surface agricole utilisée (SAU) totale exploités par 5 exploitations différentes dont 3 ont leur siège social sur une autre commune[63].
- Sylviculture et autres activités forestières.

#### Tourisme
- Restauration :
  - Restaurant de la Vallée - Cuisine traditionnelle,
  - Le Marronnier - Cuisine Gastronomique,
  - Au Relais - Restaurant routier.
  - Gîte.

#### Commerces et artisanat
- Artisanat :
  - Vitrerie Siebering labellisée Entreprise du Patrimoine Vivant[64],[65].
- Commerces et services de proximité[66] à Bitche, Sarreguemines.
- Parfumerie, Cosmétique.

## Associations
- Scouts et Guides de France Groupe du Pays de Bitche, installé dans la salle du presbytère rue de l'église. Le groupe SGDF  du Pays de Bitche a été créé en 2008 par le curé du village. Le groupe est composé de 3 unités : 
  - Les louveteaux et jeannettes de 8 à 11 ans (Le goût du jeu)
  - Les scouts et guides de 12 à 14 ans (le goût de l'aventure)
  - Les pionniers et caravelles de 15 à 17 ans (le goût d'entreprendre)

Le groupe a en projet la création d'une unité de farfadets, enfants de 6 à 8 ans.
Le groupe accueille des jeunes et moins jeunes qui souhaitent s'engager dans le mouvement et devenir encadrant du groupe, ou chef dans les unités.